# Веритас
Веритас (на латински: Veritas – „истина“) е римската богиня на истината, дъщеря на Сатурн и майка на Виртус. Вярва се, че се е скрила в свещен кладенец, защото била толкова неуловима. Тя е изобразена като млада девственица облечена в бяло. Верита е и римска добродетел давана за вярност и е считана за една от най-големите добродетели, която всеки истински римлянин би трябвало да притежава. В гръцката митология Верита е познавана като Алития.